# Sami Vänskä
Sami Vänskä (26 september 1976) is de ex-bassist van de Finse symfonische metalband Nightwish.
Vänskä nam privé-basgitaarles. Toentertijd had hij al in verscheidene bands gespeeld, voornamelijk metalbands. Voordat hij zich aansloot bij Nightwish speelde hij in Nattvindens Gråt, net zoals Tuomas Holopainen. Hij kwam bij Nightwish voor het tweede album, Oceanborn. Holopainen vroeg na het opnemen van het album Wishmaster de manager van de band, Ewo Rytkonen, om Vänskä te verzoeken de band te verlaten, omdat hij dacht dat de muzikale verschillen tussen hem en Sami te groot waren. Al snel werd hij vervangen door Marco Hietala, ex-bassist van de band Sinergy. Sinds zijn vertrek bij Nightwish heeft Vänskä bij de jazzband Root Remedy gespeeld.
- International Standard Name Identifier: 0000 0001 3150 6301
- MusicBrainz: ce73ddc7-c2b9-429f-b697-fa9666c66d92
- Nationale Bibliotheek van Tsjechië: xx0153548
- Virtual International Authority File: 252212475